# اروینگ بابیت
اروینگ بابیت (انگلیسی: Irving Babbitt; ۲ اوت ۱۸۶۵ – ۱۵ ژوئیهٔ ۱۹۳۳) پژوهشگر و منتقد ادبی اهل ایالات متحده بود. بابیت به خاطر تأثیر بر جنبشی که بعدها با عنوان «اومانیسم نو» شناخته شد، مشهور است. او از چهره‌های مهم در مباحث ادبی و تفکر محافظه‌کاری در فاصلهٔ ۱۹۱۰ تا ۱۹۳۰ بود. به عنوان یک منتقد فرهنگی در سنت متیو آرنولد قرار می‌گرفت و مخالف سرسخت رومانتیسیسم بود، مخصوصاً آن‌چنان‌که در آثار ژان-ژاک روسو نمایان است. به لحاظ سیاسی می‌توان او را پیرو ارسطو و ادموند برک دانست. او مدافع اومانیسم کلاسیک بود اما دفاعیات محکمی نیز از مذهب داشت. اومانیسم او نشان دهندهٔ دانش گستردهٔ وی از سنت‌های مذهبی و اخلاقی گوناگون بود. کتاب او «دموکراسی و رهبری» (۱۹۲۴) یکی از متون کلاسیک محافظه‌کاری سیاسی است و بابیت را یکی از چهره‌های تأثیرگذار در محافظه‌کاری فرهنگی و سیاسی در آمریکا می‌دانند.